# Ødis-Bramdrup
Ødis-Bramdrup is een plaats in de Deense regio Zuid-Denemarken, gemeente Kolding, en telt 240 inwoners (2007). Het dorp, even ten zuiden van Ødis, ligt aan de voormalige spoorlijn Kolding - Vamdrup. Het stationsgebouw is bewaard gebleven.